# Lúcio Minício Natal Quadrônio Vero
Lúcio Minício Natal Quadrônio Vero (em latim, Lucius Minicius Natalis Quadronius Verus; Barcino, fevereiro de 96 —?) foi um patrício romano.
Atualmente é recordado sobretudo por ter sido o primeiro hispano conhecido que ganhou uma prova nos Jogos Olímpicos Antigos em 129 d.C..

## Biografia
Membro da tribo Galéria, nasceu nos idos de fevereiro de 96. Seu pai, de origem plebeia, tive importantes postos tanto civis como militares na Numídia, Dácia e Panônia durante os reinados de Trajano e Adriano, chegando a ser senador. Sob o auspício do seu pai, Lúcio iniciou a carreira militar, conseguindo o ano de 116 o cargo de tribuno militar, com o comando de três legiões estabelecidas no Danúbio. A sua boa gestão propiciou sucessivas ascensões aos cargos de questor, pretor e senador. Foi designado legado em Cartago e na Britânia, e desempenhou diversos cargos em Roma. Em 139 foi designado legado imperial da Mésia Inferior, e entre 153 e 154, foi procônsul da África. Finalmente, alcançou a dignidade sacerdotal de áugure, um dos mais importantes cargos sociais da época.
Há registro da sua participação em 129 na 227ª Olimpíada dos Jogos Helênicos (os Jogos Olímpicos da Antiguidade), concretamente na carreira de quadriga. Esta vitória reportou uma notável fama tanto na sua cidade natal como em toda a Tarraconense e amplas zonas do Império. Esta circunstância fica patente pela estátua de bronze que representa a sua quadriga e que colocou perto do hipódromo de Olímpia, bem como as 33 placas honoríficas que repartiu com o seu nome por toda a Europa. Numa delas, por exemplo, Lúcio conta que não sofreu nenhum acidente, pelo qual pôde entregar o seu carro como oferenda ao santuário de Zeus.
Lúcio Minício foi um mecenas da sua cidade natal, Barcino: segundo explicam duas placas honoríficas achadas com o seu nome, o ano de 125 doou à cidade umas termas com pórticos e aquedutos construídas num terreno da sua propriedade. Vestígios destas termas foram encontrados sob a praça Sant Miquel de Barcelona. As duas placas honoríficas foram expostas no Museu de Arqueologia da Catalunha com ocasião da exposição Scripta Manent. Também existe outra placa que refere uma doação monetária feita por Lúcio à cidade, com o objetivo de efetuar diversas doações no aniversário do seu nascimento.
Na sua honra, a Generalitat da Catalunha constituiu uma medalha para condecorar os desportistas olímpicos catalães. A cidade de Barcelona dedicou-lhe um passeio com o seu nome na sua honra, no recinto olímpico de Montjuïc.